# Capparis loranthifolia
Capparis loranthifolia är en kaprisväxtart som beskrevs av John Lindley. Capparis loranthifolia ingår i släktet Capparis och familjen kaprisväxter. Utöver nominatformen finns också underarten C. l. bancroftii.